# Elaphria leucomela
Elaphria leucomela là một loài bướm đêm trong họ Noctuidae.